# John F. Seitz
Pour les articles homonymes, voir Seitz.
John F. Seitz (Chicago, 23 juin 1892 - Los Angeles, 27 février 1979) est un chef opérateur américain, parfois crédité John Seitz.
Sa carrière à Hollywood débuta en 1916 et lui permit de devenir l'un des plus reconnus dans son métier sous l'ère du cinéma muet, notamment grâce à l'un de ses premiers grands succès, Les Quatre Cavaliers de l'Apocalypse, avec Rudolph Valentino.
Très estimé par Billy Wilder, Seitz collabora avec lui pour Assurance sur la mort (1944), Le Poison (1945) et Boulevard du crépuscule (1949), qui donnèrent l'occasion à trois nominations aux Oscars. Il fut nommé sept fois en tout pour l'Oscar de la meilleure photographie, sans succès. Il prit sa retraite en 1960.

## Filmographie partielle
- 1917 : Mary le petit mousse (The Mate of the Sally Ann) de Henry King
- 1918 : L'Aventure de Mary (Beauty and the Rogue) de Henry King
- 1918 : Mary la petite journaliste (Powers That Prey) de Henry King
- 1919 : The Westerners de Edward Sloman
- 1920 : L'Aveugle de Twin-Forth (The Sagebrusher) de Edward Sloman
- 1921 : Les Quatre Cavaliers de l'Apocalypse (The Four Horsemen of the Apocalypse) de Rex Ingram
- 1922 : Le Suprême Rendez-vous (Trifling Women) de Rex Ingram
- 1922 : Le Prisonnier de Zenda (The Prisoner of Zenda) de Rex Ingram
- 1922 : Les Bons Larrons (Turn to the right) de Rex Ingram
- 1924 : L'Arabe (The Arab) de Rex Ingram
- 1926 : Le Magicien (The Magician)  de Rex Ingram
- 1927 : Le Bel Âge (The Fair Co-Ed)
- 1928 : La Piste de 98 (The Trail of '98) de Clarence Brown
- 1928 : Un soir à Singapour (Across to Singapore) de William Nigh
- 1928 : Une gamine charmante (The Patsy), de King Vidor
- 1929 : La Divine Lady (The Divine Lady) de Frank Lloyd
- 1929 : Tempête (The Squall) de Alexander Korda
- 1929 : Her Private Life d'Alexander Korda
- 1929 : Careers de John Francis Dillon
- 1930 : Kismet de John Francis Dillon
- 1930 : In the Next Room de Edward F. Cline
- 1931 : Maman (Over the Hill) de Henry King
- 1931 : The Right of Way de Frank Lloyd
- 1931 : Une femme moderne (The Age for Love) de Frank Lloyd
- 1932 : A Passport to Hell de Frank Lloyd
- 1933 : Ladies They Talk About de Howard Bretherton et William Keighley
- 1933 : Adorable de William Dieterle
- 1934 : Springtime for Henry de Frank Tuttle
- 1934 : La Soirée de Miss Stanhope (Coming Out Party) de John G. Blystone
- 1935 : La Fille du rebelle (The Littlest Rebel) de David Butler
- 1936 : Capitaine Janvier (Captain January) de David Butler
- 1936 : Pauvre Petite Fille riche (Poor Little Rich Girl) de Irving Cummings
- 1936 : Le Médecin de campagne (The Country Doctor) de Henry King
- 1938 : Barreaux blancs (Lord Jeff) de Sam Wood
- 1938 : Un conte de Noël (A Christmas Carol) de Edwin L. Marin
- 1938 : Le Jeune docteur Kildare (Young Dr. Kildare) de Harold S. Bucquet
- 1939 : Les Aventures d'Huckleberry Finn (The Adventures of Huckleberry Finn) de Richard Thorpe
- 1939 : 6000 Enemies de George B. Seitz
- 1939 : Tonnerre sur l'Atlantique (Thunder Afloat) de George B. Seitz
- 1940 : Vive le bonheur ! (A Little Bit of Heaven) de Andrew Marton
- 1940 : L'Étrange Cas du docteur Kildare (Dr. Kildare's Strange Case) de Harold S. Bucquet
- 1941 : Les Voyages de Sullivan (Sullivan's Travels) de Preston Sturges
- 1942 : Le meurtrier s'est échappé (Fly-by-Night) de Robert Siodmak
- 1942 : The Moon and Sixpence de Albert Lewin
- 1942 : Tueur à gages (This Gun for Hire) de Frank Tuttle
- 1942 : Jordan le révolté (Lucky Jordan) de Frank Tuttle
- 1943 : Les Cinq Secrets du désert (Five Graves to Cairo) de Billy Wilder
- 1944 : Miracle au village (The Miracle of Morgan's Creek) de Preston Sturges
- 1944 : Assurance sur la mort (Double Indemnity) de Billy Wilder
- 1944 : Une heure avant l'aube de Frank Tuttle
- 1945 : Le Poison (The Lost Weekend) de Billy Wilder
- 1945 : L'Invisible Meurtrier (The Unseen) de Lewis Allen
- 1946 : Champagne pour deux (The Well-Groomed Bride) de Sidney Lanfield
- 1946 : Maman déteste la police (Home Sweet Homicide) de Lloyd Bacon de Lloyd Bacon
- 1947 : Meurtres à Calcutta (Calcutta) de John Farrow
- 1947 : Les Corsaires de la terre (Wild Harvest) de Tay Garnett
- 1948 : La Folle Enquête (On Our Merry Way) de Leslie Fenton et King Vidor
- 1948 : Les Yeux de la nuit (Night Has a Thousand Eyes) de John Farrow
- 1948 : Trafic à Saïgon (Saigon) de Leslie Fenton
- 1949 : Le Prix du silence (The Great Gatsby) de Elliott Nugent
- 1950 : Boulevard du crépuscule (Sunset Boulevard) de Billy Wilder
- 1951 : Le Choc des mondes (When Worlds Collide) de Rudolph Maté
- 1951 : Ma fille n'est pas un ange (Dear Brat) de William A. Seiter
- 1952 : La Madone du désir (The San Francisco Story) de Robert Parrish
- 1952 : La Maîtresse de fer (The Iron Mistress) de Gordon Douglas
- 1953 : La Légion du Sahara (Desert Legion) de Joseph Pevney
- 1953 : Les Envahisseurs de la planète rouge (Invaders from Mars) de William Cameron Menzies
- 1953 : Fort Alger (Fort Algiers) de Lesley Selander
- 1954 : La Brigade héroïque (Saskatchewan) de Raoul Walsh
- 1954 : Sur la trace du crime (Rogue Cop') de Roy Rowland
- 1955 : L'Aventure fantastique (Many Rivers to Cross) de Roy Rowland
- 1955 : Colère noire (Hell on Frisco Bay) de Frank Tuttle
- 1957 : Les Loups dans la vallée (The Big Land) de Gordon Douglas
- 1956 : Un cri dans la nuit (A Cry in the Night) de Frank Tuttle
- 1958 : L'Or du Hollandais (The Badlanders) de Delmer Daves
- 1959 : L'Homme dans le filet (The Man in the Net) de Michael Curtiz
- 1959 : L'Île des femmes perdues (Island of Lost Women) de Frank Tuttle